# 811
Cette page concerne l'année 811  du calendrier julien. Pour l'année 811 av. J.-C., voir 811 av. J.-C.  Pour les articles homonymes, voir 811 (homonymie).
L'année 811 est une année commune qui commence un mercredi.

## Événements
- 13 avril : Charlemagne célèbre Pâques à Aix-la-Chapelle et y tient une assemblée générale[1].
  - L'empereur convoque tous les comtes, les évêques et les abbés de l’empire à Aix pour l’assemblée annuelle et les soumet à un interrogatoire sur leur conduite[2].
  - Charlemagne dépêche des ambassadeurs à l'empereur byzantin Nicéphore Ier pour lui confirmer la paix[1].
  - Charlemagne envoie quatre armées qui opèrent sur l’Elbe, le Danube, l’Èbre et en Bretagne. Chacune comprend de 6 à 10 000 fantassins et de 2 500 à 3 000 cavaliers dont 800 cuirassés. Leur faiblesse numérique, due aux difficultés du ravitaillement, explique que Charlemagne ait recouru au massacre et à la terreur pour s’assurer la victoire.
- Printemps : un traité de paix est signé entre le Danemark et l'Empire franc qui confirme la frontière sud du Danemark sur l’Eider[3].
- Printemps-été :
  - Reconstruction de la forteresse de Hambourg entre Elbe et Alster, détruite par les Wiltzes en 810. Construction d'une église[4]. Le christianisme pénètre jusqu'à l'Elbe.
  - Prise de Tortosa par les armées franques de Louis le Pieux[5].
  - Expédition de Guy, comte de Nantes, préfet de la Marche de Bretagne, contre les Bretons révoltés[6]. La Bretagne reste indépendante, avec ses chefs locaux et son organisation ecclésiastique particulière.
  - Attaques de Vikings en Irlande. Elles sont repoussées dans plusieurs endroits[7].
- 14 juin, Aix-la-Chapelle : à la suite d'un conflit entre les métropolitains Maxence d'Aquilée et Arn de Salzbourg, Charlemagne dans un jugement fixe la Drave comme frontière en Carantanie entre le patriarcat d’Aquilée et l'archidiocèse de Salzbourg[8].

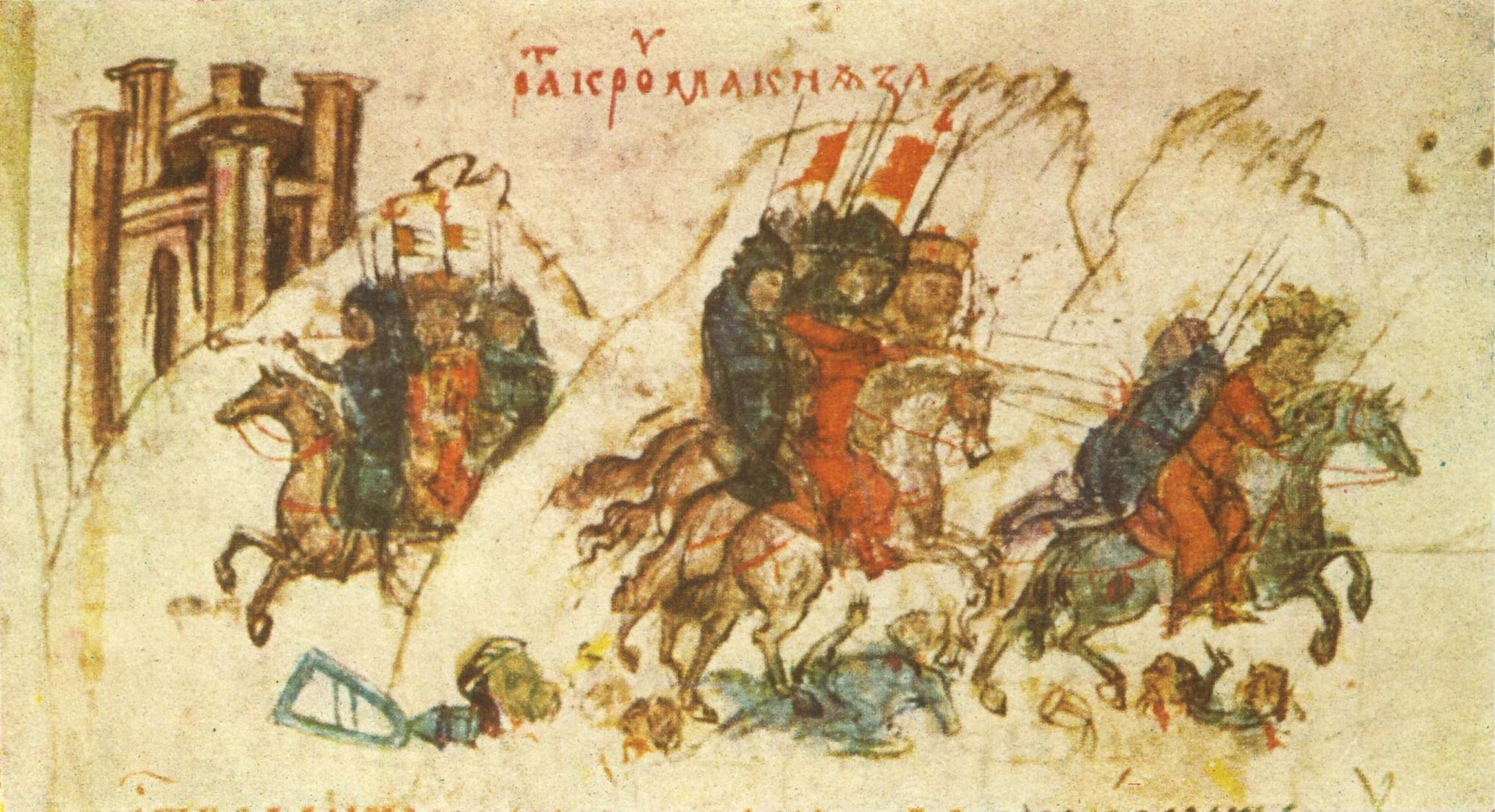
25 juillet : bataille de Pliska ; miniature de la chronique de Constantin Manassès

- 11-21 juillet : empereur byzantin Nicéphore envahit l’État bulgare, prend et saccage Pliska et les environs, puis marche sur Serdika. Il est battu et tué le 26 juillet à la passe de Varbitsa dans les Balkans (bataille de Pliska) par le khan des Bulgares, Kroum, qui fait de son crâne une coupe à boire doublée d’argent[9].
- 26 juillet-2 octobre : bref et éphémère règne de Staurakios, fils de Nicéphore[10].
- 2 octobre : Staurakios abdique et se retire dans un monastère. Blessé, il meurt peu après sans laisser d’héritier (11 janvier 812). Le trône revient à Michel Ier Rhangabé, époux de Procopia, fille de Nicéphore Ier (fin de règne en 813)[10]. Michel se réconcilie avec les stoudites
- Octobre : Charlemagne se rend à Boulogne-sur-Mer pour inspecter les travaux de la flotte et fait restaurer le phare du port[11]. Il publie deux capitulaires, l'un traitant des questions militaires[12], l'autre du dysfonctionnement des institutions dû aux rivalités entre les comtes et les évêques[13].
- 4 décembre : Louis le Pieux, roi d'Aquitaine devient le seul héritier de son père Charlemagne à la mort de Charles le jeune[11].
- 25 décembre : Michel Rhangabé envoie une ambassade à Aix-la-Chapelle qui reconnaît le titre impérial de Charlemagne[10]

- Charlemagne rédige de nouveau son testament et dispose de ses biens personnels en présence des évêques métropolitains et des comtes. Dans ce second testament, l'empereur cite vingt et un archevêchés auxquels il distribue deux tiers de ses trésors : Rome, Ravenne, Milan, Cividale, Grado, Cologne, Mayence, Salzbourg, Trèves, Sens, Besançon, Lyon, Rouen, Reims, Arles, Vienne, Tarentaise, Embrun, Bordeaux, Tours, Bourges. Le dernier tiers est divisé en quatre lots : le premier doit être subdivisé en mesures égales entre les 21 métropolites ; le deuxième est destiné aux enfants et petits-enfants de l’empereur ; le troisième aux pauvres et le quatrième aux serviteurs du palais[11].

## Décès en 811
- 25 juillet : Nicéphore Ier le Logothète, empereur byzantin.
- 4 décembre : Charles le jeune, fils aîné de Charlemagne.